# 香港禮賓府
香港禮賓府（英語：Government House）位於香港香港島中環上亞厘畢道，是香港特別行政區行政長官的官方官邸，亦是港府舉行官方場合的場所。禮賓府於英屬香港時期稱為香港總督府（又稱港督府、督憲府或督轅），為香港總督的官邸，於1997年香港主權移交後成為香港行政長官的官邸。禮賓府有逾165年的歷史，見證著香港歷史的發展，屬於香港法定古蹟。

## 歷史

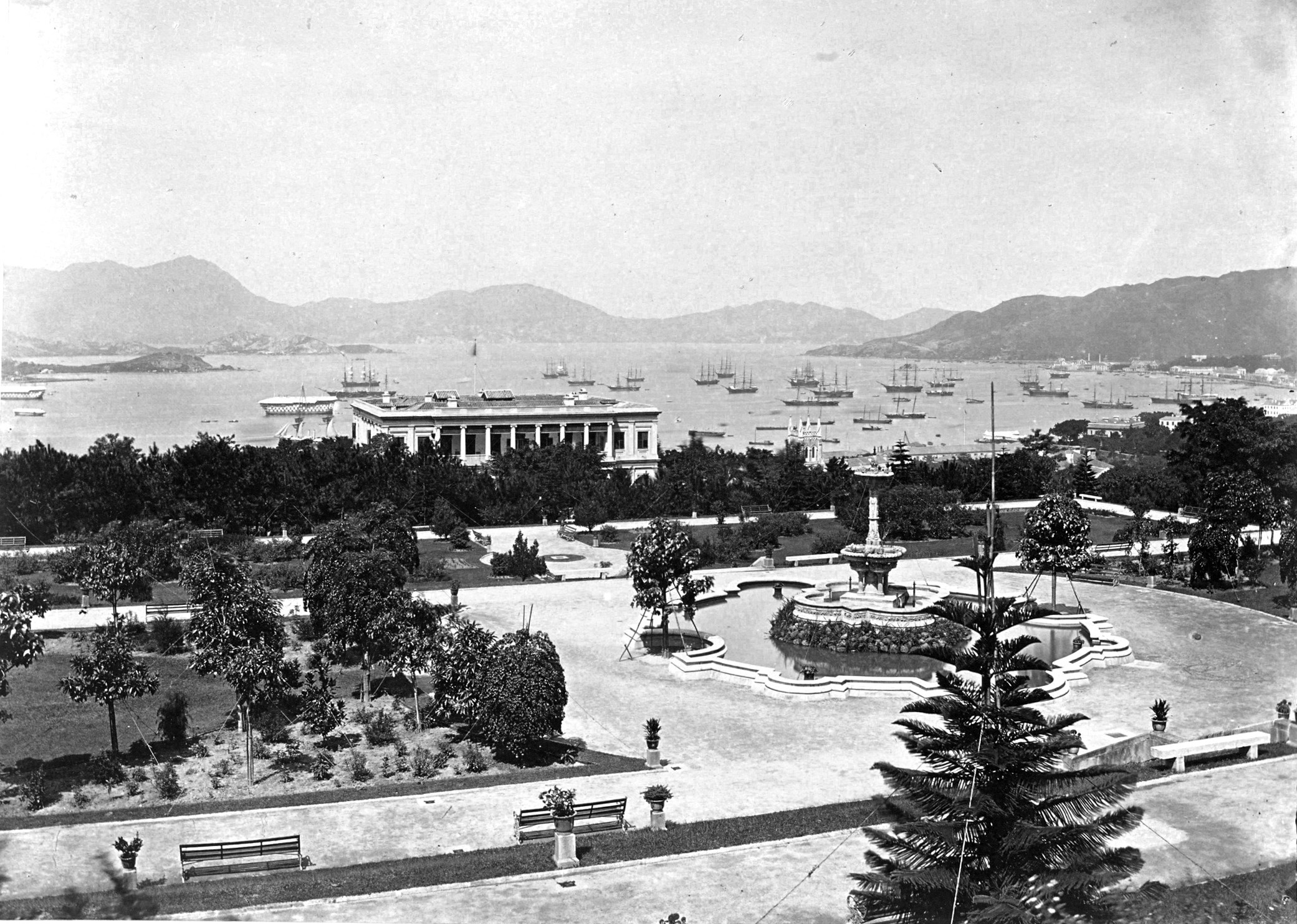
香港總督府，1860年至1880年間拍攝

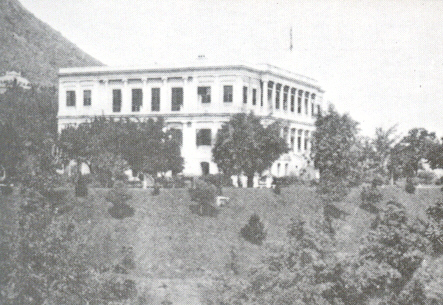
1868年時的香港總督府

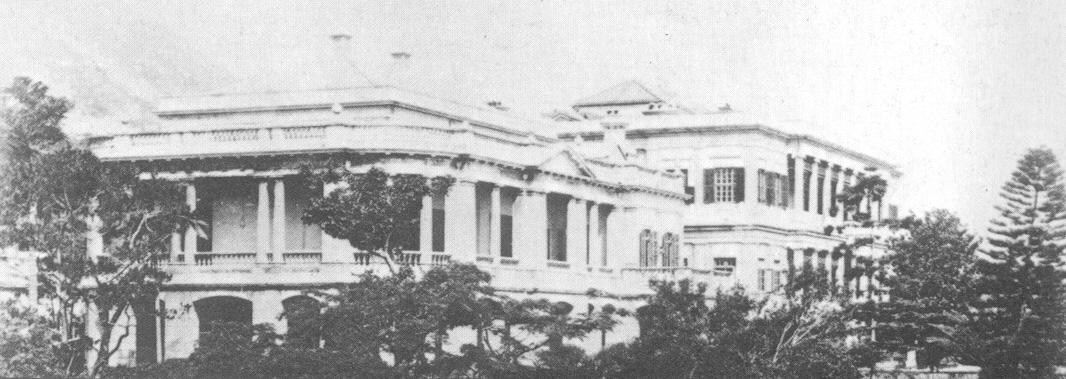
1891年後的香港總督府

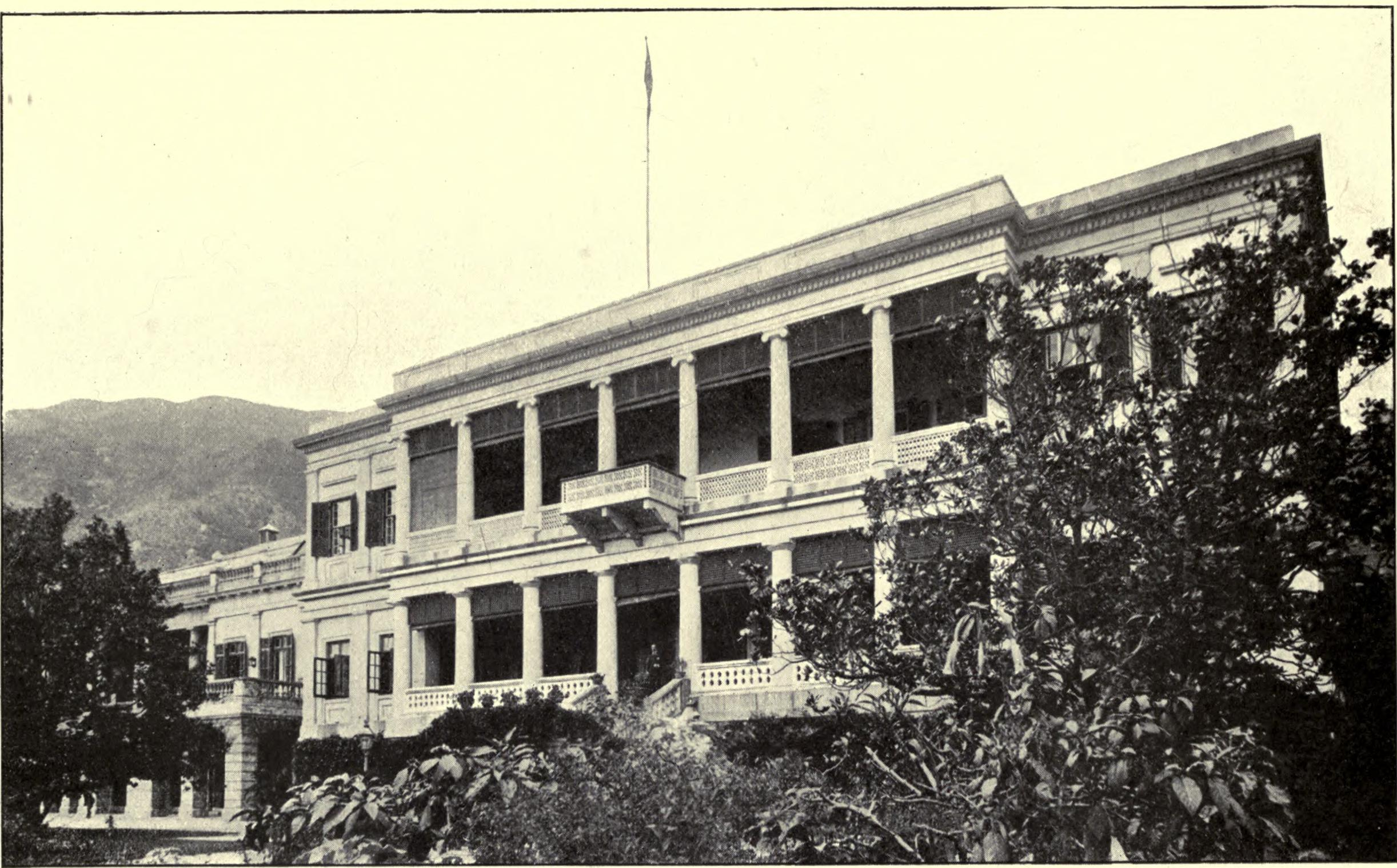
20世紀初的總督府相片

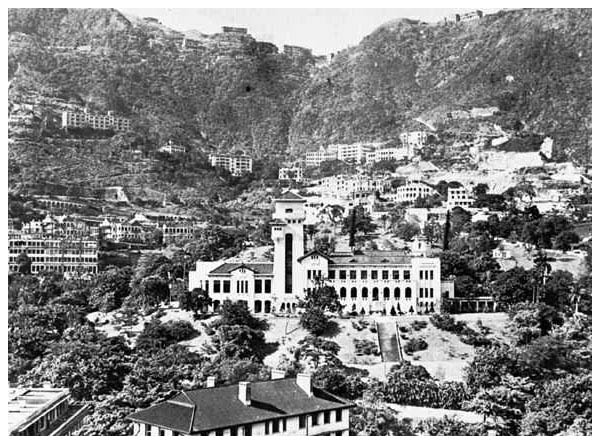
1945年香港總督府遠景

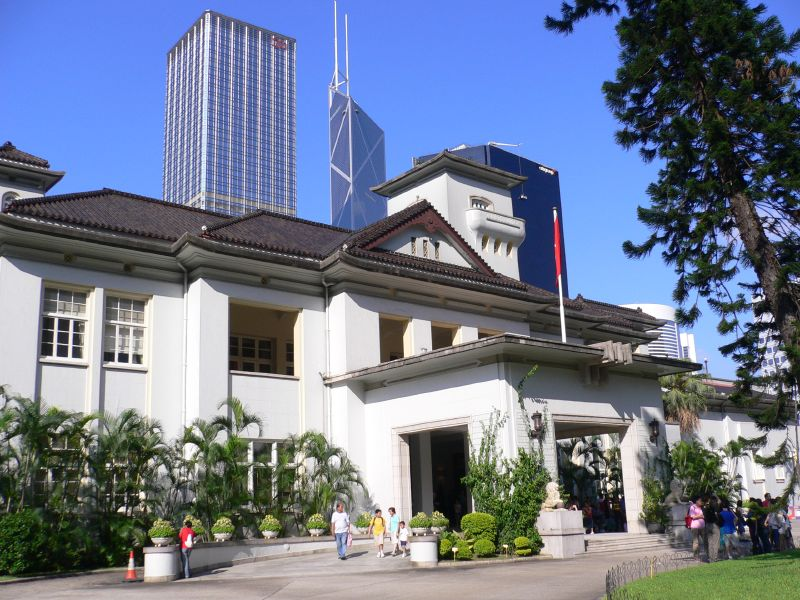
禮賓府正門（2005年）

### 第二次世界大戰前
香港禮賓府前身為總督府，1841年英國根據南京條約奪得香港島的主權後，將花園道、上亞厘畢道至己連拿利的山坡劃為政府山，在此建立殖民地的行政中心。港督府位於上亞厘畢道，地理位置優越，前方遠眺維多利亞港，俯瞰中區景致；下達政府總署、聖約翰座堂，旁為域多利軍營，後有動植物公園，佈局反映英國人的管治與生活模式。總督府由第2任測量總署署長卡拉弗利設計，於1851年10月啟動工程，歷時4年至1855年竣工，耗資14,940英鎊。除了首3任香港總督外，其餘25位均有在總督府內居住。總督府另一個主要功能是接待貴賓及政要。初期接待的都是英國王室外籍重要人士，至第7任香港總督堅尼地上任後，才開始容許華裔商人參與總督府的活動。
最初總督府只有一座以新古典主義建築風格興建而成的主樓，竣工後歷任香港總督一直有對該建築進行加建和修改。第二次世界大戰前最大的工程是擴建東翼，當時總督府由於舉行活動日多，香港總督德輔決定加建東翼，由設計到建成歷時僅3年，於1891年啟用。東翼主要用作社交活動場地，即今之宴會廳。東翼面積與主建築相若，由有蓋樓梯相連，上層為宴會廳，下層為飯廳。1930年代，總督府日漸殘舊，香港總督貝璐建議於馬己仙峽道近寶雲山山頂另外興建新總督府，但是因為經濟問題及第二次世界大戰爆發而被擱置。

### 日佔時期
1941年12月香港守軍在香港保衛戰被日軍擊敗，身為官邸主人的總督楊慕琦於12月25日被俘，進入長達三年零八個月的香港日佔時期。日本政府委派磯谷廉介出任香港佔領地總督，磯谷到港後沒有入住其內，但仍以此為督憲府，並下令進行改建，時年26歲的日本建築師藤村清一獲委派執行改建計劃。改建計劃最突出之處是在東翼和西翼兩座建築物之間加建一座日式塔樓，把兩座建築物連接起來；同時融入日本當時流行的帝冠樣式，把屋頂改為日式瓦頂及修改石柱牆飾，使外觀具有日本建築風格。建築物內部添加和室陳設，安裝日式趟門和榻榻米地台，並且設置日式茶室。由日本人主導的改建工程於1944年完成，使得總督府具有日本建築元素，兼具「和」、「洋」風格，並且維持至今。1945年，日本宣佈無條件投降，英國海軍夏愨少將於同年9月16日在港督府主持日軍簽署投降書儀式。簽署儀式所用的長桌，現時於香港歷史博物館展覽。

### 第二次世界大戰後
因為日本人在佔領香港期間曾經對總督府進行修葺，也沒有在戰時嚴重受損，所以總督府在香港重光後繼續作為總督之官邸。楊慕琦於1946年5月復任香港總督並返回官邸居住，總督府的日式裝置被拆除，改建為4間睡房和浴室，惟日式塔樓及日式瓦頂因為工程難度及具有實際用途而獲得保留。繼任香港總督的葛量洪為官邸進行了裝修，在房間牆壁上鑲嵌飾板，加裝壁爐，增加興建露台及安裝獨立空氣調節等，於主樓門廊入口添置一對石獅子。1971年出任香港總督的麥理浩為港督府進行大規模翻新，更換屋頂，宴會廳首次安裝了中央空氣調節系統，花園建設腰形泳池；擴充員工宿舍，並且加建風格與主樓相配的管家宿舍。香港總督戴麟趾、尤德、衛奕信及彭定康亦為港督府的設計作出了改動。

### 香港主權移交後
1997年香港主權移交，原來打算將港督府更改名稱為特首府，作為香港特別行政區行政長官的官邸，但是根據傳說，由於擔心英國在府內留下間諜裝置，因此首任香港行政長官董建華拒絕以此作為官邸。最初，特區政府稱之為前港督府，後來經過政府專家討論後，建議將建築物更名為「紫蘆」，取意自建築物上呈深紫啡色的屋頂。後來由於此名稱與香港的一些已經存在的建築物重疊，加上香港社會普遍不認同，使得此建議最終不獲採用，而更改名稱為現稱。
2005年3月10日董建華辭職，接任的曾蔭權宣佈將以禮賓府為官邸，耗資1,450萬港元維修，包括改良電力、電訊網絡和影音系統，以及建造一座錦鯉池。行政長官專用書室及辦公室則安裝了防彈玻璃，以強化保安及防止泄密。2006年1月12日，曾蔭權伉儷正式遷進禮賓府，同月16日起，行政長官辦公室從政府總部遷進禮賓府辦公，恢復英國殖民地時期的安排。2011年年底，行政長官辦公室遷往位於添馬艦新落成的行政長官辦公室大樓。
2012年6月，候任行政長官梁振英本來希望日後繼續居住在其山頂大宅，惟與警務處商討以山頂大宅作為其官邸時，警察提出需要改動山頂大宅間隔，亦會派人長駐官邸，以為其本人和家屬提供要人保護服務。梁振英遂放棄留在原宅，而於同年10月29日遷進禮賓府。至於由前任行政長官曾蔭權遺留下來的錦鲤池，梁振英就決定不作改動，而當中所飼養的錦鲤均健在，繼續飼養。梁振英只開闢了一幅小草地為耕地，作為種植用途。
2015年3月20日，梁振英在禮賓府會見支持者時透露，早於2013年香港大學副教授戴耀廷提出佔領中環時，香港政府及警務處均不怠慢，即時作好一切準備，包括在禮賓府內部大舉改裝，工程包括增設一個可以供予行政長官和行政長官辦公室骨幹成員辦公的臨時行政長官辦公室、將位於地庫的舊行政長官辦公室房間改裝為可以供予多名司長級及局長級官員使用的臨時辦公室，並且安裝一系列先進的通訊及監察設備等。
2017年12月，林鄭月娥接受香港電台訪問時透露，認為自己只是住客或者過客，而不是禮賓府主人，並只花了98萬把禮賓府內的一個網球場改建為花園。這個花園就是她早晚僅有空閒時間散步的地方。她又指，此項改建是她入住禮賓府後靈機一觸而來，為的也是與公務有關，就是希望在禮賓府開放日時，市民可坐在花園休息拍照，重申該位置是「明信片拍攝位」，可拍攝到禮賓府主樓前方。

## 建築

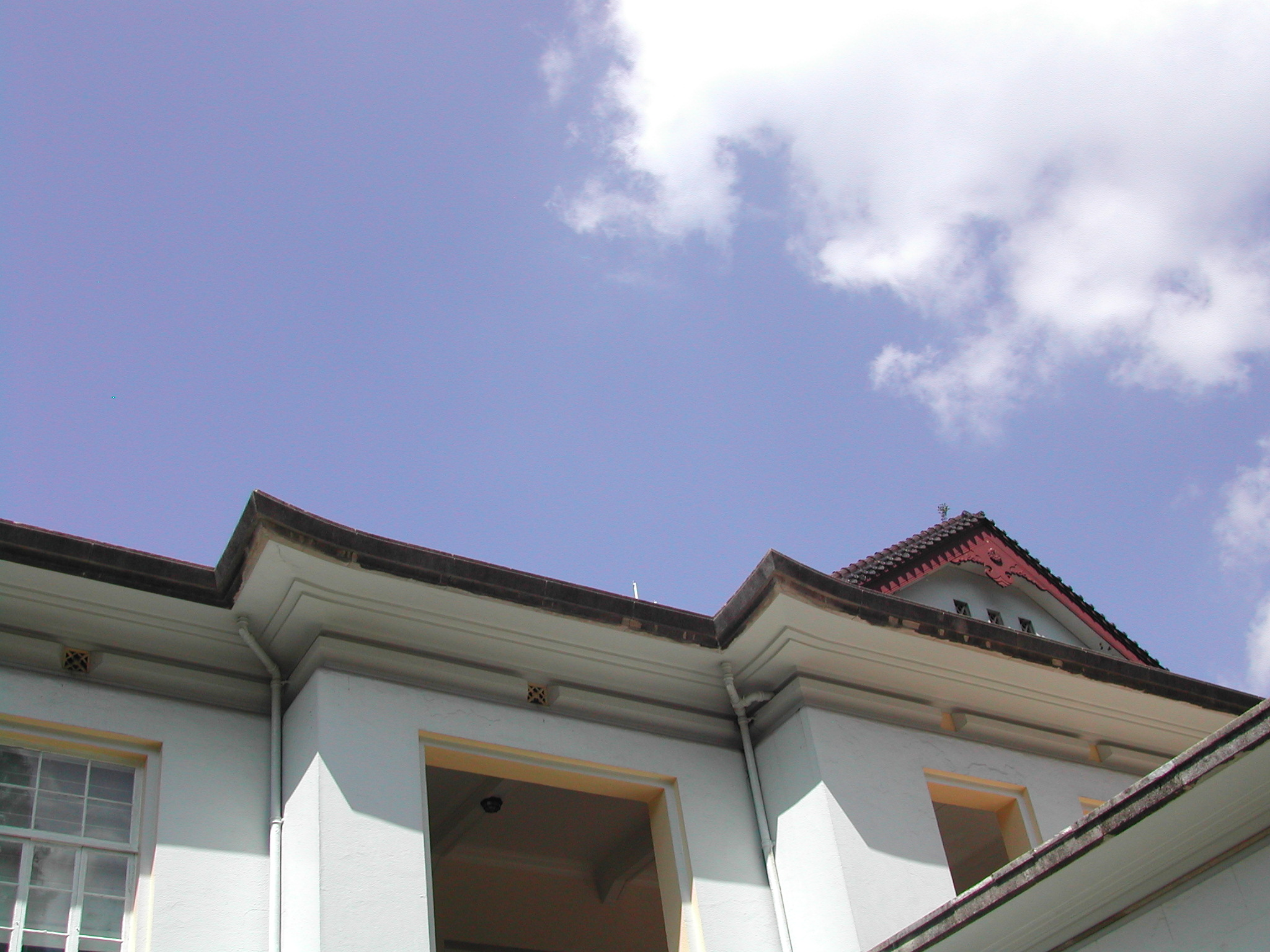
禮賓府「帝冠樣式」屋顶

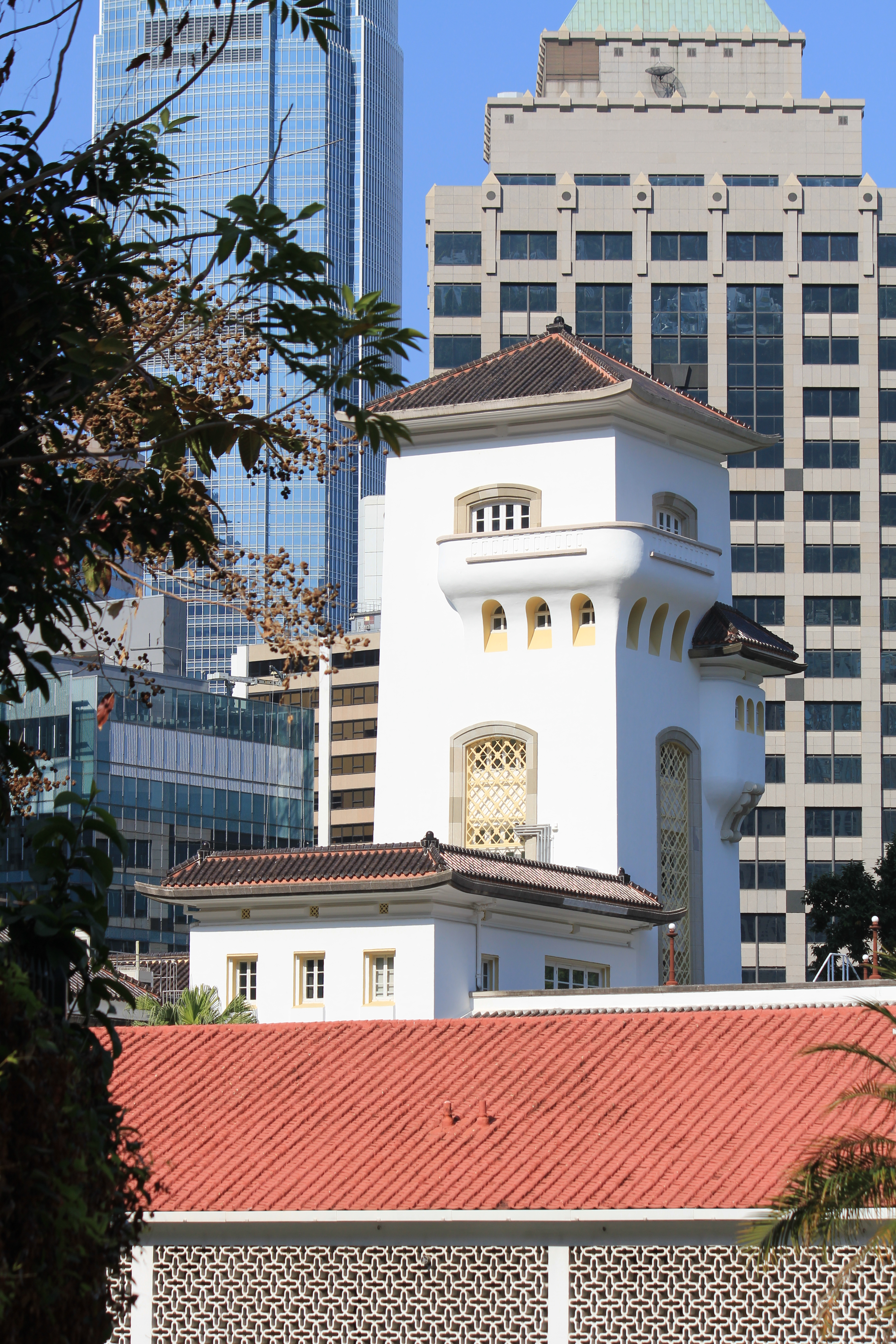
禮賓府日式中央塔樓

這座建築最初由第2任測量總署署長急庇利設計及監督興建，工程於1851年10月開始，歷時4年，第4任香港總督寶靈成為首位主人，當時總督府主樓為一座兩層高的建築物。由於總督府不敷應用，香港總督德輔於1890年決定加建兩層高、內有大型宴會廳的附翼用作社交場所。工程自1890年2月起，歷時1年。在1942年的香港日佔時期，香港佔領地總督磯谷廉介指令日本建築師藤村清一為總督府進行修葺及改建，建築物因而兼容和洋風格。改建後，室內的佈局未改變，只是部份房間改為日式，並且設有小型茶室，工程於1944年初完成。

## 用途

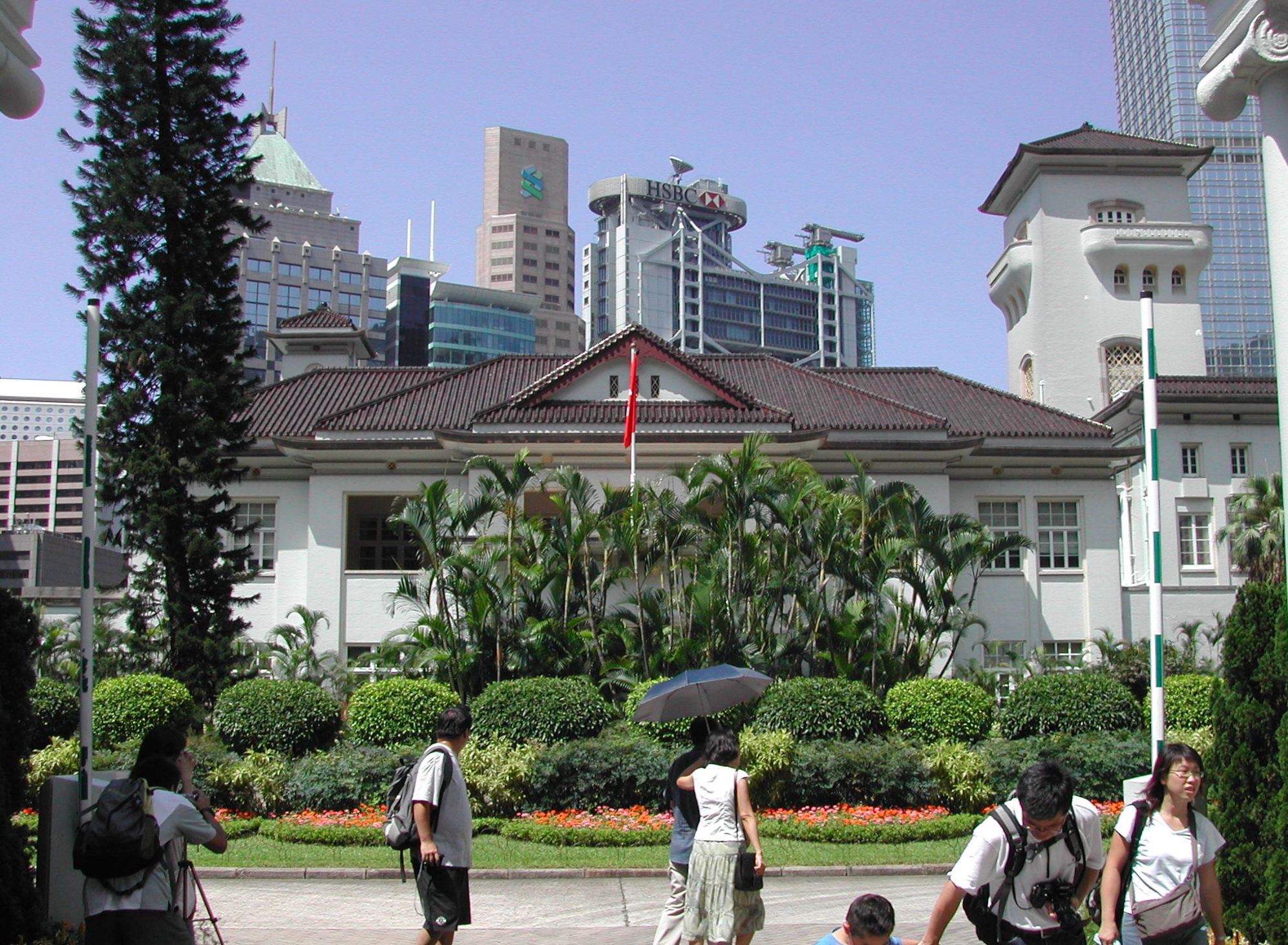
香港禮賓府每年定期開放予市民參觀。

### 官式
禮賓府除了作為行政長官官邸外，亦是香港政府以官方儀式會見、接待及宴請黨和國家領導人、國家元首、政府首腦、皇室成員、政要及重要人物的場所。香港主權移交後，多位政要包括中共中央總書記兼國家主席胡錦濤、中共中央政治局常委兼國家副主席習近平（2008年）、國務院總理溫家寶、中共中央政治局常委、國務院副總理李克強（2011年）、俄羅斯總統梅德韋傑夫、美國總統克林頓、英國首相貝理雅、加拿大總理夏柏、法國總統希拉克和前高雄市長韓國瑜等等都曾經到訪禮賓府。
香港政府的一些重要儀式亦在禮賓府舉行，例如每年的授勳儀式及香港代表隊參與奧林匹克運動會的授旗儀式等。1999年，香港政府與迪士尼公司宣佈興建香港迪士尼樂園的發佈會亦於禮賓府舉行。

### 外借
1990年代中期起，禮賓府接受其他組織或者機構借用場地的申請，其中最早的是由香港電台在港督府舉行音樂會。當時禮賓府每月均預留3個星期五供予慈善、非牟利或者公共團體申請借用，舉辦對公眾有益的活動，而這些活動必須符合禮賓府的獨特地位。2006年，行政長官搬進禮賓府居住及辦公，行政長官辦公室大部分職員亦遷進禮賓府辦公。基於保安及運作需要，行政長官入住禮賓府後，不再外借。

### 開放日
1990年代起，港督府舉行開放日，最初為每年一次，後來一度增加至每年6次，其中一次在三、四月間府內杜鵑花盛開時間。然而，並非整座港督府均作開放。開放日的門券收益多數作捐作慈善用途。現時禮賓府每年開放兩次，香港市民可以免費自由入場，具體開放時間及細節一般會在開放日前一週通過政府網站及香港傳媒發放，禮賓府網站亦會展示有關資料。

### 其他
此外，禮賓府亦是香港最常見的遊行及示威地點之一，尤其是過去作為港督府時，很多遊行示威活動都會以港督府作為終點站。一般而言，遊行隊伍由天星碼頭或者皇后像廣場開始，至港督府的下亞厘畢道的側門止，並且在處發表聲明，而香港警察則會派員在此接收請願信件。然而，行政長官董建華執政期間，由於他並不在禮賓府居住，因此遊行隊伍多更改為以政府總部為終點站。
六七暴動期間，左派曾經在港督府周圍示威，並且在府外張貼大字報、高喊反對英國殖民地政權的口號，是該年代香港人的集體回憶之一。
隨著位於添馬艦的行政長官辦公室於2011年8月8日竣工啟用，行政長官辦公室亦遷離禮賓府。

## 傳說

### 地底秘道
關於禮賓府的建築，民間一直流傳傳說，其中最著名的是指前港督府設有一條秘密的地下通道可妣連接至中環政府總部、匯豐銀行總行、甚至位於添馬艦的英軍基地。
直至2009年一個由香港電台製作的電視節目播映後，透過翻查文獻資料，證實秘道的確存在。前港督府設有一條地下通道通往下亞厘畢道政府總部附近，通道至少長310米，闊由1點2米至3點4米不等，高約兩米，並且設有照明系統；出口位於下亞厘畢道旁，與政府總部相隔一路之遙，作用為保護官員出入和儲存機密檔案。通道出口現時由兩道鐵門封上，只能夠以鑰匙從內向外打開，防止有人從秘道潛入前港督府。
事實上，此為一條於第二次世界大戰時用作防空的地洞於1940年11月興建，通往當時的布政司署。入口原設計在禮賓府花園，惟時任香港總督羅富國對此設計不滿意，遂將地道入口改往地牢的一間儲物室內。香港日佔時期，香港政府曾經與英國政府商討防空警報策略，提及延長秘道接通政府總部地庫，惟最終因資金不足而擱置。1960年代末期，香港政府建議將秘道延伸，打通港督府與政府總部，最終亦因為造價昂貴而擱置。
此外，曾經出任政務官的社民連前秘書長季詩傑表示，政府總部東翼最底層設有座地牢，用作一般自然災害和恐怖襲擊的指揮總部，平日政府鮮有使用，地牢正正可以通往秘密通道，直達禮賓府。另外，通道入口位於禮賓府宴會廳附近的一條樓梯，同時可以通往匯豐銀行，方便香港總督在戰爭時緊急提款。

### 遮打名畫尋寶
前立法局和行政局非官守議員、著名商人遮打爵士收藏了一批極具價值的畫作及瓷器，該批私人珍藏在他去世後捐贈予香港政府，大部分的畫作擺放在港督府內。1941年，在香港淪陷前夕，港府計劃將部分遮打藏品匿藏。1941年12月8日，港督副官巴蒂·史密斯上校秘密約見負責藏品修復工作的匈牙利專家馮·科布扎及工務司署的托馬斯·哈蒙，負責匿藏該批畫作。有檔案資料顯示，貴重的畫作被卸去畫框，經處理過後再放進密封的錫罐內，並埋在港督府的花園裡。不過，負責匿藏畫作的巴蒂史密斯、馮·科布扎及哈蒙三人在日據時期相繼去世，畫作的確實位置成為秘密。戰後為追尋這批畫作，政府在1945年及1976年數度進行發掘工作。至1979年，適值港督府大肆修葺，港督府裡裡外外、地庫，以至附近的地道及防空洞都被徹底搜尋過，部分舊建築構件亦被拆除，依然未能尋回名畫。

### 中英風水鬥法
1990年代香港正為過渡期間，中英兩國曾經進行風水鬥法，中方在中環興建外形呈尖角狀的香港中银大厦，其中一個角尖正對港督府。港督府就此聘請風水專家查看風水，最後決定在港督府花園面向中國銀行大廈的方向種植柳樹擋刹。此外，亦有傳聞當年興建港督府時有關部門曾經聘請風水專家指點，選擇在背靠山脈面向海港的現址興建。在曾蔭權上任行政長官後，興建錦鯉魚池被指出是化解中國銀行大廈所製造的剎氣。

## 相片

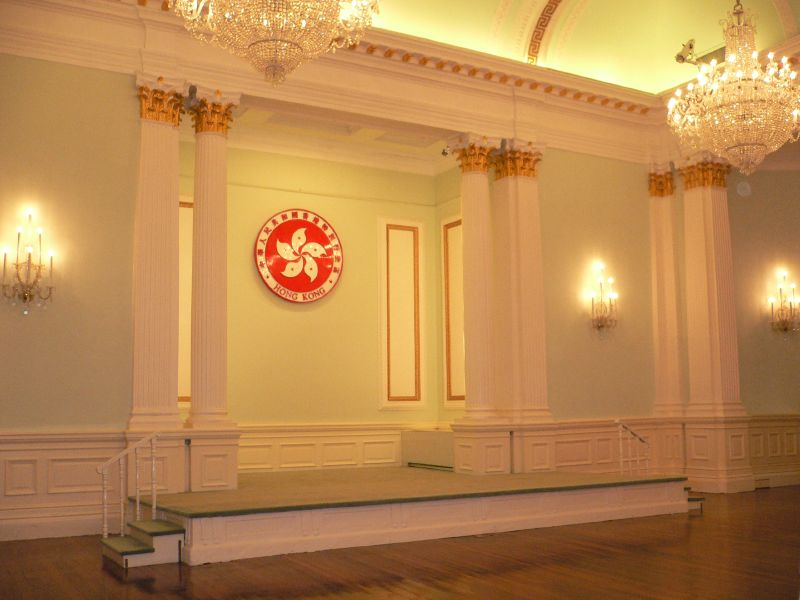
禮賓府宴會廳
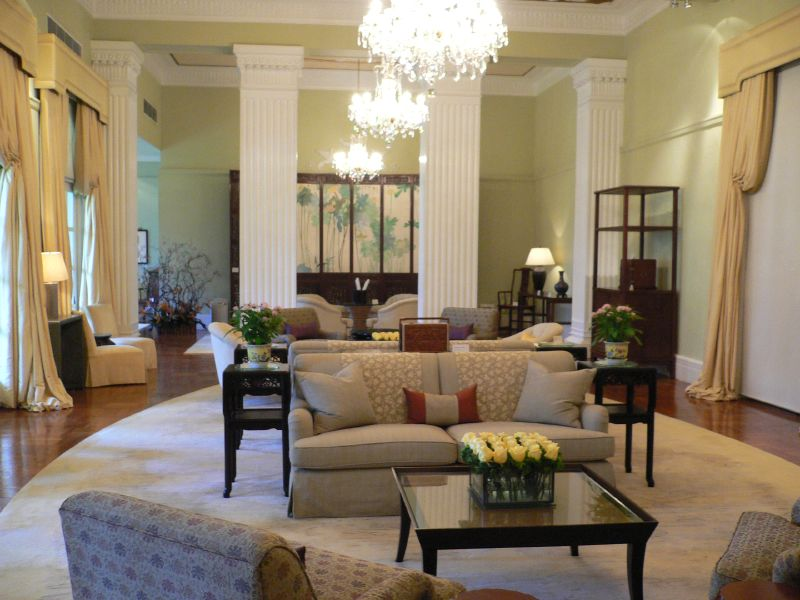
禮賓府客廳
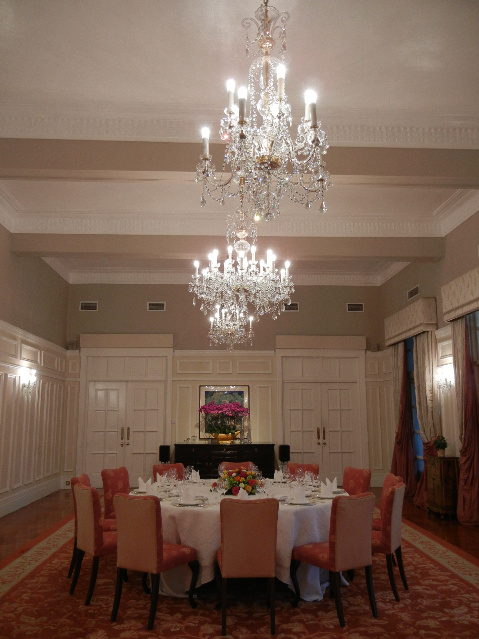
禮賓府飯廳（攝於2011年3月20日開放日）
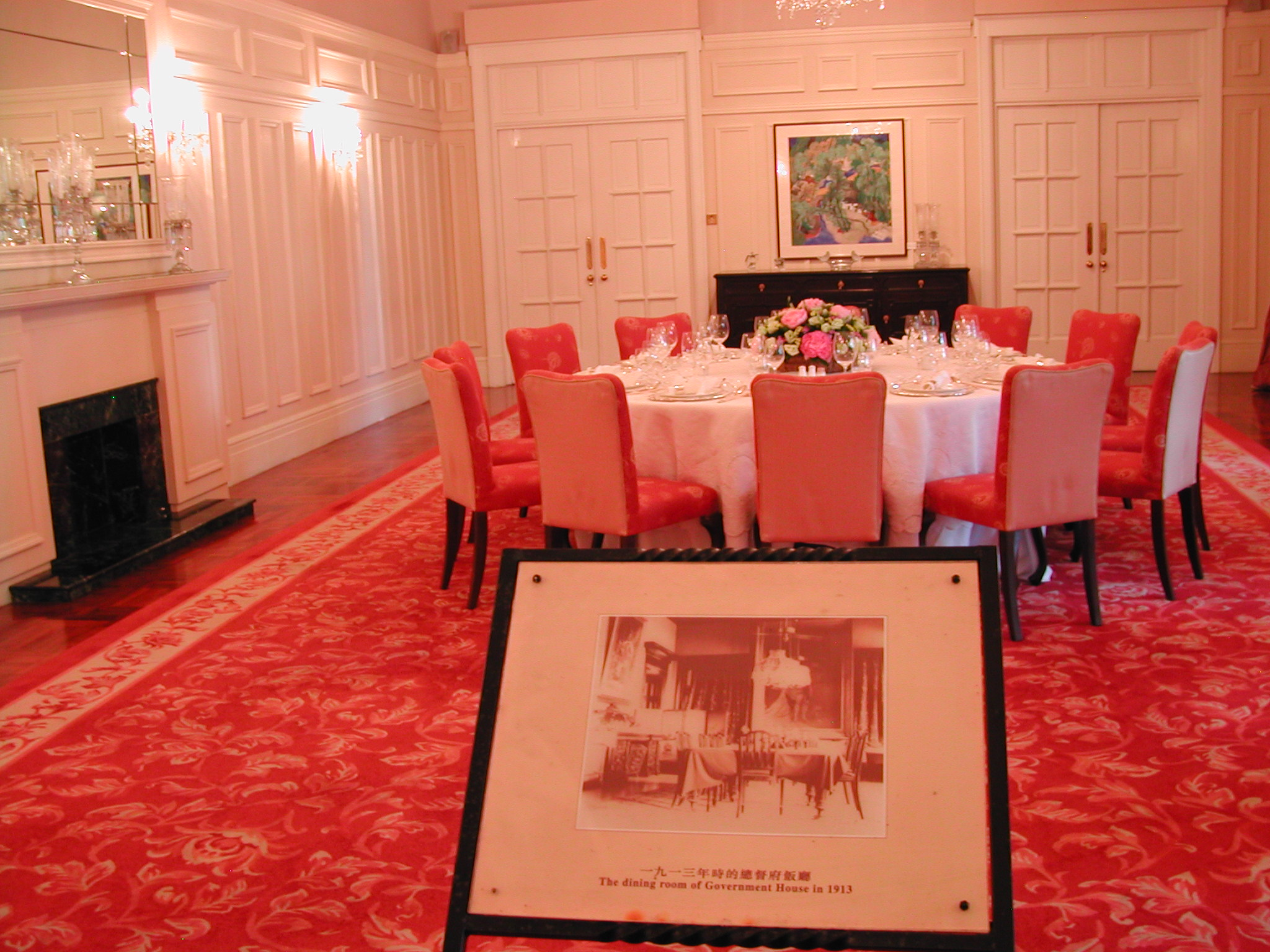
禮賓府飯廳
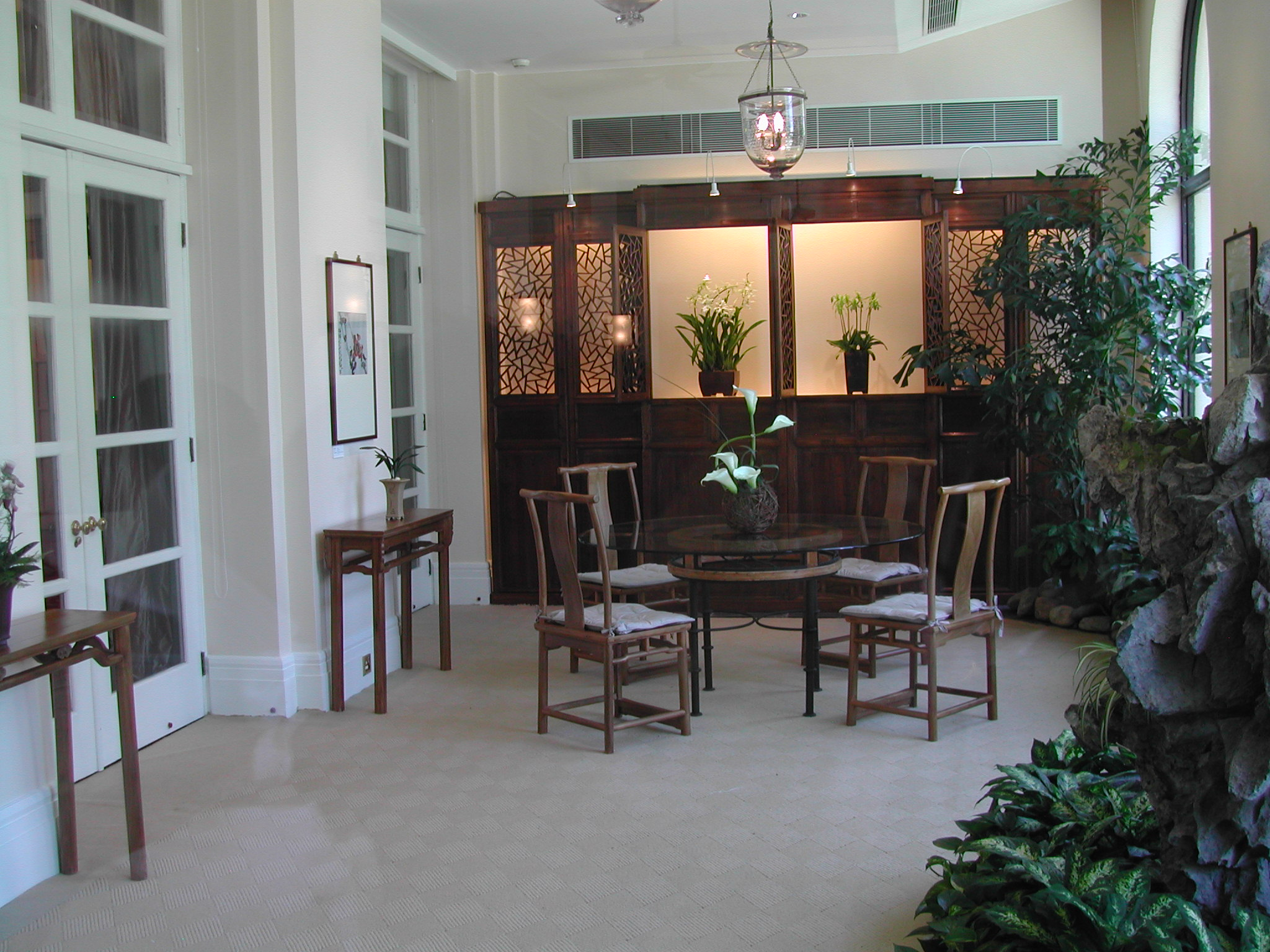
禮賓府盆景露台
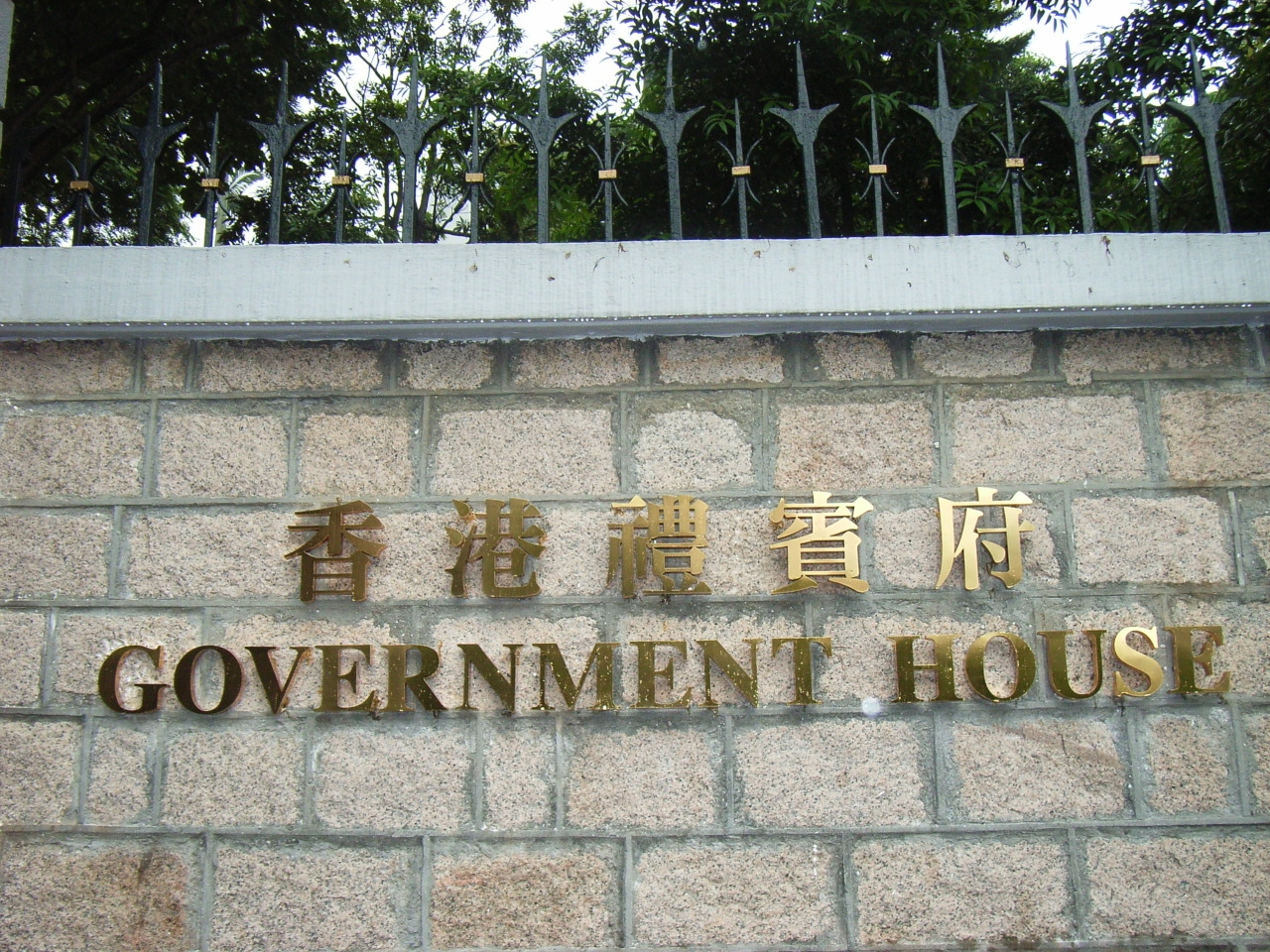
正名
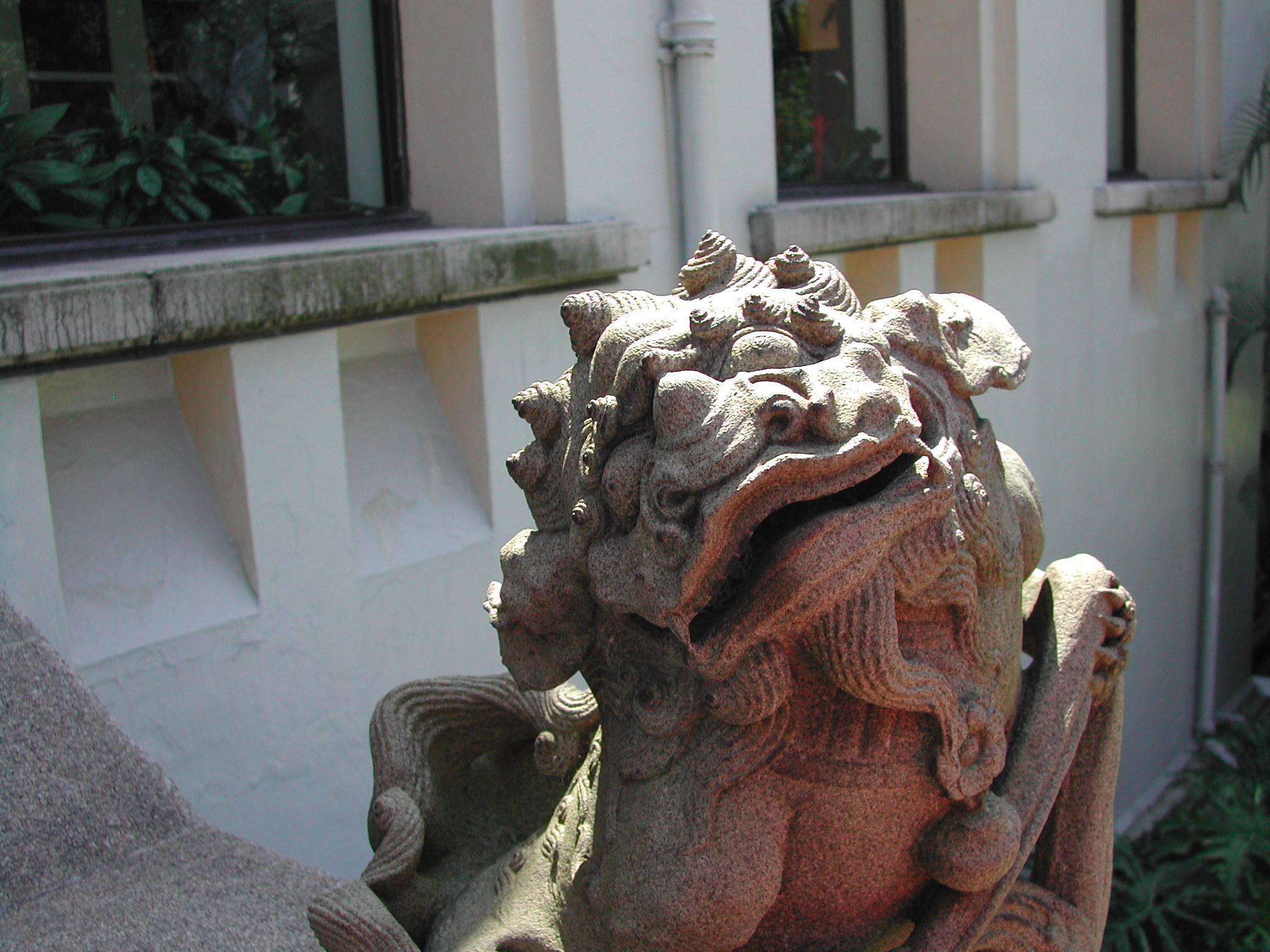
石獅像
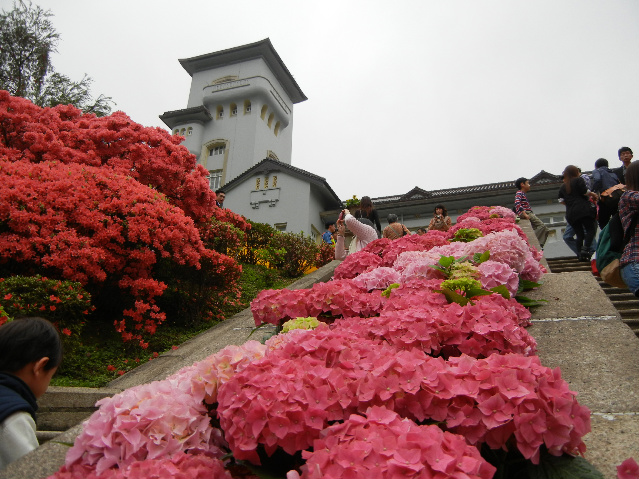
前往禮賓府的樓梯（攝於2011年3月20日開放日）
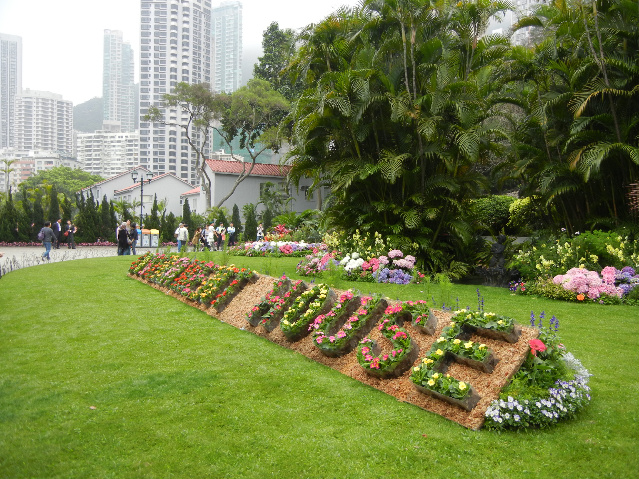
禮賓府前花園的以花拼成Government House字樣（攝於2011年3月20日開放日）
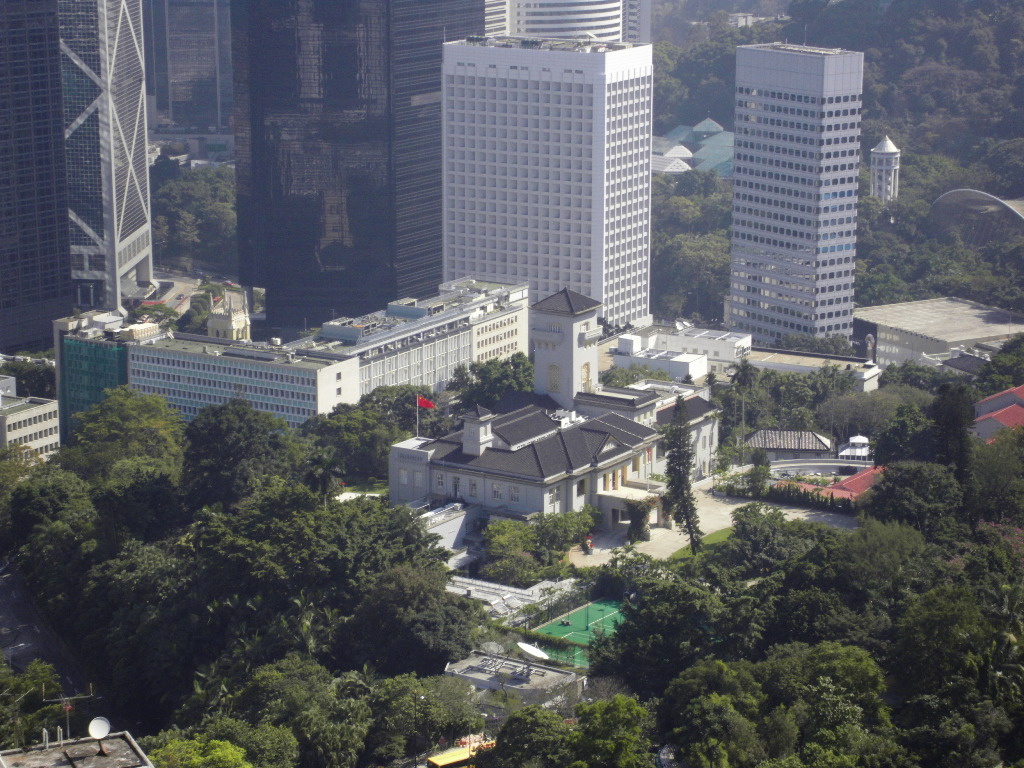
禮賓府鳥瞰景

## 外部連結
- 香港禮賓府官方網站 （页面存档备份，存于）
- 香港旅遊發展局：香港禮賓府介紹
- 古物古蹟辦事處法定古蹟介紹：香港禮賓府 （页面存档备份，存于）
- 香港政府新聞網短片集：禮賓府「花王」 與花結下不解緣（Real Player格式） （页面存档备份，存于）
- 特首遷居禮賓府：明報，2006年1月13日
- 香港特區行政長官曾蔭權喬遷香港禮賓府[永久]：新華報業網，2006年1月13日
- 跨世紀禮賓府—155周年特輯 （页面存档备份，存于）